# Pel·lícula de 9,5 mm

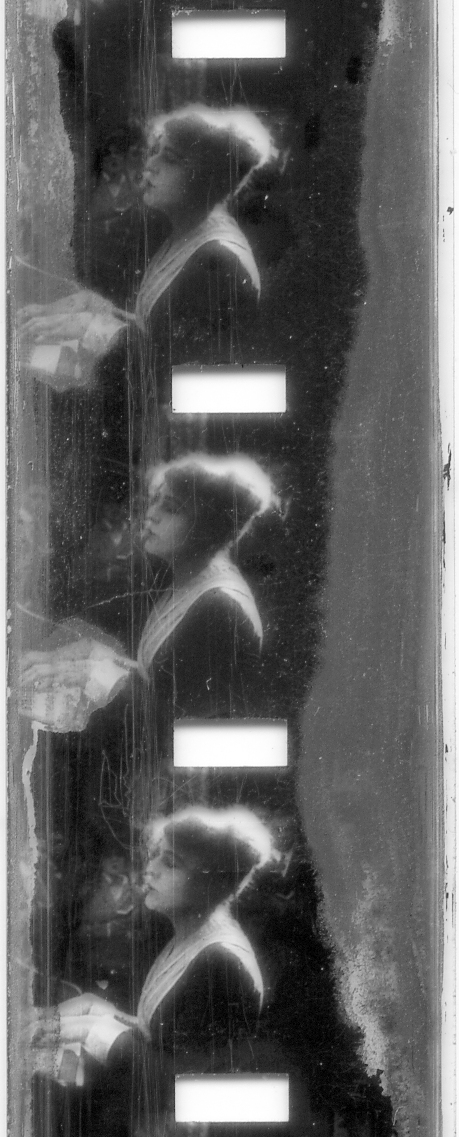
Fotogrames d'una pel·lícula de 9,5 mil·límetres

La pel·lícula de 9,5 mil·límetres és un format de cinema amateur introduït per l'empresa francesa Pathé Frères l'any 1922 amb el sistema Pathé Baby. La cinta, de 9,5 mil·límetres d'ample, té una única perforació situada a la part central de la cinta, diferenciant-se així, per exemple, del format de 8 mm, que conté una perforació a cada costat de la cinta. El fet de tenir una única perforació permet utilitzar una superfície més gran de la cinta per la captació d'imatges, i també facilita l'arrossegament de la pel·lícula a la càmera o al projector. El fet que la perforació sigui central no molesta als espectadors, ja que aquesta és invisible als ulls pel fet que els forats se situen entre fotograma i fotograma, sense afectar la imatge captada.

## Història
El format de 9,5 mm va ser utilitzat per primer cop per l'empresa Pathé Fréres com a part del sistema Pathé Baby, que van començar a comercialitzar a partir del nadal de l'any 1922. L'empresa va desenvolupar aquest tipus de pel·lícula, ja que permetia fer tres còpies simultànies d'una cinta de 35 mm (es gravaven tres còpies d'una pel·lícula sobre una cinta de 35 mil·límetres i posteriorment aquesta es tallava en tres tires de 9,5 mm), cosa que permetia estalviar material fotogràfic i conseqüentment abaratia notablement el procés de còpia i distribució de films.
Inicialment, va ser concebut com un format econòmic que permetia a la gent veure còpies de pel·lícules comercials a casa seva, i amb l'aparició de la càmera Pathé Baby l'any 1923 la pel·lícula de 9,5 mm va passar a ser no només un format de projecció sinó també un format de filmació d'imatges. Durant les següents dècades, va populitzar-se molt arreu d'Europa, i es van arribar a vendre més de 300,000 projectors de 9,5 mm només a França i al Regne Unit. L'empresa francesa Pathescope, propietat de Pathé Frères, va dedicar-se a distribuir pel·lícules comercials (com per exemple pel·lícules de Mickey Mouse o Charles Chaplin) en format 9,5 mm per a ús domèstic.
El 1938 es va introduir la banda sonora a la càmera per poder incorporar so. I, després de la Segona Guerra Mundial es va introduir al mercat la pel·lícula de 9,5 mm en color.
A final a l'any 1960, amb l'entrada al mercat del Super 8 de Kodak, l'empresa va haver de tancar.
Encara avui en dia queden aficionats que graven amb pel·lícules de 9,5 mm, encara que aquestes són bastant difícils de trobar.

## Especificacions tècniques
- Amplada de la pel·lícula: 9,5 mm
- Mida de la imatge: 6,5 x 8,5 mm
- Àrea de la imatge: 55,25 mm²
- Tiratge vertical
- Una única perforació per fotograma
- Fotogrames per metre: 135,1
- Duració de la pel·lícula: 4 minuts (30 metres de pel·lícula a 16 FPS)